# 三股龍德宮
三股龍德宮過去稱為龍德堂，位於台灣臺南市七股區三股里3鄰三股38號，宮內主祀天上聖母媽祖，於西元1995年重建完成。目前為三股里里民的宗教文化與生活重心。

民初時期村內信徒皆稱龍德堂為“公厝”，並兼作學堂。雖然公厝在民國二三年時因洪水沖毀，村民面對此等天災也無可奈何，只能在重選爐主時，將聖母金身供奉在爐主家中，仍不失神威。在抗日時期更神威顯赫，護佑信眾契子，全數安然歸來。

民國五二年，值年爐主與庒中耆老提議重建廟宇，在眾信徒協助之下，隔年十二月十三日辰時落成安座，並尊神旨意，改稱為龍德宮。並由北港朝天宮奉請鎮殿媽祖鎮守本宮，同時奉請西港慶安宮代天巡狩、樹仔腳保安宮康府千歲令、南鯤鯓吳府千歲安南區南興里中壇元帥，及神虎大將入宮守護本村。

在民國八十二年，在眾信徒萬般祈求下本宮聖母終於同意重建廟宇，歷經三年，終於竣工完成，令增註生娘娘與福德正神、太歲星君供信眾參拜，合境平安。

## 奉祀神祇
| 神祇         | 神祇         | 聖誕(農曆) | 蒞臨年期                    | 備註 |
| 天上聖母     | 開基         | 三月二三   | 民前 三二 庚辰年 西元1880年 | 村民黃界由北港朝天宮，奉請天上聖母分靈來三股村在自家安置奉祀。                                                                             |
| 天上聖母     | 鎮殿         | 三月二三   | 民國 五二 癸卯年 西元1963年 | 由北港朝天宮分靈蒞臨三股龍德宮鎮殿。 |
| 福德正神     | 福德正神     | 二月初二   | 民國 八五 丙子年 西元1996年 | 龍德宮重建後與註生娘娘，太歲星君一同蒞臨本宮朝拜。                                                                                         |
| 註生娘娘     | 註生娘娘     | 三月二十   | 民國 八五 丙子年 西元1996年 | 龍德宮重建後與福德正神，太歲星君一同蒞臨本宮朝拜。                                                                                         |
| 中壇元帥     | 開基         | 九月初九   | 民前 三二 庚辰年 西元1880年 | 與開基聖母同時蒞臨本宮奉祀，現在中壇元帥奉祀在台東黃讚府上。                                                                               |
| 中壇元帥     |              | 九月初九   | 民國 壹零 辛酉年 西元1921年 | 由黃竹頭私佛由台南市興南里奉請至本宮朝拜。                                                                                                 |
| 吳府千歲     | 令           | 九月十五   | 民國 十二 葵亥年 西元1923年 | 南鯤鯓五府千歲南巡，巡狩三股、吳府千歲顯赫分靈三股黃允在府中，而後來奉祀三股龍德宮朝拜。                                                   |
| 吳府千歲     | 神尊         | 九月十五   | 民國 七二 奎亥年 西元1983年 | 吳府千歲龍下指示雕刻神像完成，雕像奉請天公爐開光怡請南鯤鯓神訓。                                                                           |
| 康府千歲     | 康府千歲     | 五月十五   | 民國 四六 丁酉年 西元1957年 | 由樹仔腳寶安宮奉請至本宮朝拜。 |
| 代天巡狩     | 千歲名 譚起  |            | 民國 三四 乙酉年 西元1945年 | 由西港慶安宮分靈蒞臨三股龍德宮朝拜。 |
| 代天巡狩     | 千歲名 余癸  |            | 民國 六二 癸丑年 西元1973年 | 由西港慶安宮分靈蒞臨三股龍德宮朝拜。 |
| 代天巡狩     | 千歲名 吳友  |            | 民國 六五 丙辰年 西元1976年 | 由西港慶安宮分靈蒞臨三股龍德宮朝拜。 |
| 八卦亭鯉魚公 | 八卦亭鯉魚公 |            | 民國 六八 已末年 西元1979年 | 民國八十一年壬申年興建水＿八卦亭聖母再次指示四月四日由 入神開光鎮守水 。                                                                   |
| 神虎大將     | 一代         |            | 民前 三二 庚辰年 西元1880年 | 與開基聖母同時蒞臨本宮協助聖母，因管理不當而損毀。                                                                                         |
| 神虎大將     | 二代         |            | 民國 三四 乙酉年 西元1945年 | 由南鯤鯓代天府分靈蒞臨本宮協助聖母。(大虎小型)                                                                                             |
| 神虎大將     | 三代         |            | 民國 五二 癸卯年 西元1963年 | 與鎮殿聖母同時蒞臨本宮協助聖母。（二虎大型）                                                                                               |
| 千里眼 將軍  | 開基         |            | 民前 三二 庚辰年 西元1880年 | 與開基聖母同時蒞臨本宮協助聖母。茲因兩尊護衛年欠失修部分受損，聖母指示維修于西元2007年丁亥年正月二十九年重新入神，二月時是日巳時開光大吉。 |
| 千里眼 將軍  |              |            | 民國 五二 癸卯年 西元1963年 | 與鎮殿聖母同時蒞臨本宮協助聖母。 |
| 順風耳 將軍  | 開基         |            | 民前 三二 庚辰年 西元1880年 | 與開基聖母同時蒞臨本宮協助聖母。茲因兩尊護衛年欠失修部分受損，聖母指示維修于西元2007年丁亥年正月二十九年重新入神，二月時是日巳時開光大吉。 |
| 順風耳 將軍  |              |            | 民國 五二 癸卯年 西元1963年 | 與鎮殿聖母同時蒞臨本宮協助聖母。 |

## 【沿革史誌】

### 廟內石碑
三股龍德宮重建源由沿革碑誌曾文大溪，源遠流長，每屆夏秋，颱風來襲，山衡爆發，夾帶土石，淤積溪口，新生陸地。
道光三年，台灣暴雨，山洪傾瀉，曾文溪流，西港改道，注入台江，內海陸浮，海岸改貌。
三股成陸，稱菅仔埔。同治年間，墾民移入，光緒三年，黃當黃我，黃己三人，合股開耕，心為魚塭。
三股庄頭，因塭得名。庄頭靠海，討海營生，虔信媽祖。每屆聖誕，結伴進香。
光緒六年，信徒黃界，北港進香，跪請媽祖，分靈三股，雕刻金身，自宅朝拜，媽祖聖靈，
佑我庄頭，病痛疑難，有求必應。聖跡顯赫，香火鼎盛。
民國十五，黃縛陳慶，倡建草厝，俗稱公厝，供奉媽祖，兼當學堂。
本宮草創，奠定聖跡。民國二三，曾文修堤，至公地尾。
是年荔月，初九日時，三夜三日，狂風暴雨，溪堤潰決，不幸三股，首當其衝，公厝民房，遭水沖失。
庄頭重創，空劫浩劫。家園再造，已是乏力。公厝重建，心餘力絀。
媽祖輪供，盧主家宅。神民共渡，艱難歲月。聖哉媽祖，神威不失，保庇庄民，
合家平安，五穀豐登，庄頭興旺，地方日興。
民國三四，二次大戰，逼近日土，七十二分，拆除教堂，充防火巷，陳宗寶等，信徒提議，申請舊料，重建公厝。
是年年底，完工落成。名龍德堂。媽祖發力。神威益顯。
大戰期間，庄中壯丁，徵調海外，充當軍伕。戰爭危急，信徒口念，媽祖保佑，
裊裊清香，由遠而至。
媽祖感到，化險為夷。
戰爭結束，契子信徒，平安回鄉，無一損失。
另一聖蹟，不能不提，一日清晨，媽祖乩童，廟埕起駕，警告漁民，出海危險，十點未到，美機空襲，猛掃海灘。
出海漁民，叫天叫地，險象叢生，幸我媽祖，預先示警，全庄人丁，吳依閃失。
媽祖靈聖，能不感乎？民國五二，當值盧主，陳芸周者。發現公厝，馮宇必漏。
提議重建，全庄附和，鳩工建造，當年臘月，十三辰石，竣工落成，奉神詣諭，稱龍德宮。台灣光復，託神之佑， 國泰民安。
政府圖治，百姓打拼。各行各業，欣欣向榮，經濟日興。各地廟宇，競光翻新，獨我隆德，老舊依然。
信徒頻催，早日重建。
媽祖依然，老神在在，迨癸酉年。媽祖喻知，年閣合適，信眾聞言，雀躍分告，推選委員，組重建會。
進行擘畫，建廟事宜。到處觀覽，取人之長，效法經驗，爐下信眾，境外大德，熱烈捐獻。
廟地選擇，意見非其，媽祖何意，發跡聖穴，原地重建。擇軌酉年，桂月吉日，動工興建，第二年半，新廟竣工，精雕細琢，金碧輝煌，廟貌莊嚴，人人稱揚。 歲次乙亥，葭月六日，入火安座。
回顧建廟，歷盡艱辛，重建管理，兩會委員，披星戴月，奉獻心力。爐下眾信，境外大德，奉獻鉅資。
友廟執事。老天耆老，光臨指導，大廟重建，功德圓滿，大家奉獻，功不可沒。共沐神恩，常懷善念，謹立碑誌，永久紀念。
崴次 民國八十六 丁丑年 壹玖玖柒年 葭月 十七日 吉旦

### 耆老手稿
三股龍德宮，位於臺南市七股區西南沿海，曾文溪北。奉祀天上聖母，溯自民前三十二年（西元1880年）村民黃界由北港朝天宮，奉請天上聖母分靈來三股在自家安置奉祀。每顯神威庇護地方。每逢聖誕，地方信眾虔誠朝拜，祈安植福。
迨民國十五年，村中耆老以及信徒提議籌資搭建一座草屋，俗稱公厝，奉祀天上聖母兼當私塾學堂，於是焚香繚繞，靈光顯赫，信徒日眾。
民國二十三年荔月初九日，連續三晝夜的狂風暴雨，洪水成災，公厝遭大水沖失，村民眼見天災波及神堂，徒嘆奈何，因無力復建，改擲筊選爐主，在爐主家供奉，然而神威不失，仍然保全神蹟，合境平安。
至民國三十四年，申請到七十二份（竹橋里）供學校，拆除防火路之教室舊科，斥資重建公厝，年底在兆民慶祝台灣光復時竣工落成，至名為龍德堂。當年適逢戰爭，莊中壯丁大多當軍伕，遠赴南洋應戰，險眾叢生，命在旦夕，幸遇本境聖母神威益顯，護佑眾信徒及契子，才得平安凱旋。
民國五十二年，當直年爐主及庄中耆老提議重建廟宇，在中信徒協助之下，並向境內外信徒勸募建廟經費，是年臘月十三日辰時落成安座，尊神旨意，改稱為龍德宮。落成當日，由北港朝天宮奉請『鎮殿聖母』坐鎮坐鎮本宮，並奉祀西港慶安宮代天巡狩、樹仔腳保安宮康府千歲令、南鯤鯓吳府千歲、安南區南興里中壇元帥、及神虎大將，自是廟貌巍峨，神威普被，熊鎮海殭，國泰民安。
台灣光復，政府播遷來台，勵精圖治，農民日以繼夜，創造了經濟奇蹟，託神之福，國泰民安，各地妙語紛紛重建。本宮聖母在眾信徒萬般祈求，終於在民國八十二年（崴次癸酉年）使首肯重建廟宇，信徒風聞聖母建廟，無不雀躍萬分，組織等備會，後改組為重建委員會，著手進行改建廟大業。鳳聖母旨意，在其發跡地重建，即血聖地，再創萬年大業，歷時近三年新廟重建工程，順利完成，精雕細琢，金碧輝煌，廟貌堂皇，莊嚴肅穆，除袁奉祀神尊外，令增註生娘娘與福德正神，太歲星君，供信眾參拜祈福，萬分的虔誠膜拜，求神明賜福，護國佑民，國泰民安。
崴次甲午年 西元2014 十月

## 建築特色
| 順風耳將軍 | 千里眼將軍 |

## 相關影片
| 影片名稱                | 拍攝日期                                       | 影片連結 | 提供者               | 說明                                                                                              |
| 三股龍德宮-祈安植福遶境 | 國曆１０３年７月１９日 農曆甲午年 六月二十三   | 點我前往（页面存档备份，存于） | 張晨星               | 無                                                                                                |
| 三股龍德宮-北港進香     | 國曆１０５年４月２８日 農曆丙申年 三月二十三   | 點我前往（页面存档备份，存于） | 黃振雄               | 無                                                                                                |
| 祖臨三股 龍德蓬迎       | 國曆１０６年１２月２５日 農曆丁酉年 十一月初八 | 全紀錄篇 （页面存档备份，存于） 點我前往（页面存档备份，存于） 點我前往（页面存档备份，存于）點我前往 （页面存档备份，存于） 點我前往（页面存档备份，存于）點我前往（页面存档备份，存于） 點我前往（页面存档备份，存于）點我前往（页面存档备份，存于） 點我前往（页面存档备份，存于）點我前往（页面存档备份，存于） | 眾信徒 提供者 如網址 | 影片尚未分類整理 勞煩各位將就使用 近期將會整理改善 Facebook直播網址會被系統擋下來，請至社團觀看。 |